# Liga 1
Liga 1 (podle sponzora Shopee Liga 1) je nejvyšší fotbalová soutěž v Indonésii. Liga byla založena v roce 1994 jako Divisi Utama Liga Indonesia, v roce 2017 proběhlo reformování do současné podoby Liga 1. První ročník (2008/09) vyhrál tým Persipura Jayapura, který je se třemi tituly nejúspěšnějším celkem soutěže.

## Historie

### Původ
V roce 1994 Indonéská fotbalová asociace (PSSI) sloučila amatérskou ligu Perserikatan (1931–1994) a poloprofesionální ligu Galatama (1979–1994) do nově vzniklé Liga Indonesia. Podle původních lig vznikl i nový systém ligy – základní skupiny po vzoru Perserikatanu a semifinále a finále ligy podle Galatamy.

### Založení
V roce 2008 Indonéská asociace založila Indonesia Super League jako novou nejvyšší soutěž v zemi. Ligu hrálo 18 týmů, zakládajícími celky byly Persipura Jayapura, Persiwa Wamena, Persib Bandung, Persik Kediri, Sriwijaya FC, Persela Lamongan, Persija Jakarta, PSM Makassar, Pelita Jaya, Arema Malang, Persijap Jepara, Persiba Balikpapan, PKT Bontang, Persitara Jakarta Utara, PSMS Medan, Deltras FC, Persita Tangerang a PSIS Semarang.

### Rozdělení ligy
V roce 2011 vznikla Liga Premier Indonesia jako liga odtržená od indonéské asociace; ligu spravovaly dvě instituce – Konsorsium Liga Premier Indonesia a PT Liga Primer Indonesia, které nebyly indonéskou federací uznávány. K nově vzniklé lize se z Indonesia Super League připojily týmy PSM Makassar, Persema Malang a Persibo Bojonegoro. Liga byla ovšem v polovině sezony přerušena. Po zvolení nového vedení fotbalové asociace předseda Sihar Sitorus uvedl Indonesia Premier League jako novou nejvyšší ligovou soutěž v zemi. Nastaly ale problémy poté, co Sitorus uvedl, že soutěž by měla být rozdělena do dvou regionů a do nejvyšší divize by se přidalo dalších 6 týmů, což způsobilo nespokojenost mezi týmy. Proto 14 celků Premier League opustilo a přihlásilo se zpět do Super League. Super League ale byla neoficiální soutěží neuznávanou v AFC i FIFA. Indonesia Premier League byla nejvyšší ligou v zemi v letech 2011 až 2013. V březnu 2013 bylo rozhodnuto, že nejvyšší ligou se opět stane Super League a pro opětovné sjednocení fotbalu v zemi byla rozpuštěna Premier League. Sedm nejlepších celků Premier League v sezoně 2013 bylo přijato do Super League, tři týmy ale nesplnily podmínky a sezony 2014 se tak účastnilo 22 týmů.

### Vládní intervence a zákaz od FIFA
Ministr pro mládež a sportovní záležitosti Imam Nahrawi 18. dubna 2015 oficiálně zakázal Indonéskou fotbalovou asociaci. Toto rozhodnutí následovalo poté, co PSSI neuznávala výsledky doporučení, aby neprošly ověřením celky Arema Malang a Persebaya Surabaya. FIFA také 30. května 2015 PSSI suspendovala, protože indonéská vláda se dopustila přestupků proti jejich intervecni. V květnu 2016 FIFA ban odvolala.

### Změny názvů
V roce 2017 byla soutěž znovu rozběhnuta pod názvem Liga 1. Změny se také týkaly nižších soutěží, Premier Division se stala Liga 2 a Liga Nusantara Liga 3.

## Přehled vítězů od roku 2008
Poznámka: Počet titulů je uveden celkově, tj. od sezony 1931

### Indonesia Super League (2008–2014)
| 2008/09 | Persipura Jayapura (2) | Persiwa Wamena     | Boaz Solossa (Persipura Jayapura) Cristian Gonzáles (Persik/Persib) | 28        |           |           |
| 2009/10 | Arema Indonesia (2)    | Persipura Jayapura | Aldo Barreto (Bontang)                                              | 19        |           |           |
| 2010/11 | Persipura Jayapura (3) | Arema Malang       | Boaz Solossa (Persipura Jayapura)                                   | 22        |           |           |
| 2011/12 | Sriwijaya FC (2)       | Persipura Jayapura | Alberto Gonçalves (Persipura Jayapura)                              | 25        |           |           |
| 2013    | Persipura Jayapura (4) | Arema Indonesia    | Boaz Solossa (Persipura Jayapura)                                   | 25        |           |           |
| 2014    | Persib Bandung (7)     | Persipura Jayapura | Emmanuel Kenmogne (Bhayangkara)                                     | 25        |           |           |
| 2015    | Nedohráno              | Nedohráno          | Nedohráno                                                           | Nedohráno | Nedohráno | Nedohráno |

### Indonesian Premier League (2011–2013)
| Sezona  | Vítěz        | 2. místo       | Nejlepší střelec (klub)         | Góly |
| ------- | ------------ | -------------- | ------------------------------- | ---- |
| 2011/12 | Semen Padang | Persebaya 1927 | Ferdinand Sinaga (Semen Padang) | 15   |

### Indonesia Soccer Championship A (2016)
| Sezona | Vítěz              | 2. místo     | Nejlepší střelec (klub)       | Góly |
| ------ | ------------------ | ------------ | ----------------------------- | ---- |
| 2016   | Persipura Jayapura | Arema Cronus | Alberto Gonçalves (Sriwijaya) | 25   |

### Liga 1 (od 2017)
| Sezona | Vítěz                | 2. místo           | Nejlepší střelec (klub)         | Góly |
| ------ | -------------------- | ------------------ | ------------------------------- | ---- |
| 2017   | Bhayangkara FC       | Bali United        | Sylvano Comvalius (Bali United) | 37   |
| 2018   | Persija Jakarta (11) | PSM Makassar       | Aleksandar Rakić (PS TIRA)      | 21   |
| 2019   | Bali United          | Persebaya Surabaya | Marko Šimić (Persija Jakarta)   | 28   |